# Diocèse d'Alajuela
Le diocèse d'Alajuela (en latin : Dioecesis Alaiuelensis ; en espagnol : Diócesis de Alajuela) est un diocèse de l'Église catholique appartenant à la région ecclésiastique du Costa Rica et suffragant de l'archidiocèse de San José de Costa Rica.

## Territoire
Le diocèse s'étend sur deux provinces du Costa Rica. Une partie est située dans la province de Alajuela, avec l'autre fraction de cette province gérée par les diocèses de Ciudad Quesada et Tilarán-Liberia. Une autre partie est dans la province de Puntarenas dont l'autre fraction est gérée par les diocèses de Puntarenas et San Isidro de El General.
Il possède un territoire d'une superficie de 2 784 km2 divisé en 34 paroisses. L'évêché est à Alajuela où se trouve la cathédrale de Notre-Dame du Pilar.

## Histoire
Le diocèse est érigé le 16 février 1921 par la bulle Praedecessorum Nostrorum du pape Benoît XV en prenant sur le territoire du diocèse de San José de Costa Rica, qui est en même temps élevé au rang d'archidiocèse métropolitainavec Alajuela et le vicariat apostolique de Limón (aujourd'hui diocèse de Limón) comme suffragants.
Le 19 août 1954, il donne une portion de son territoire pour la création du diocèse de San Isidro de El General. Le 22 juillet 1961, il cède encore une partie de territoire pour l'érection du diocèse de Tilarán (aujourd'hui diocèse de Tilarán-Liberia). Le 21 août suivant, le diocèse d'Alajuela s'agrandit par le décret Maiori animarum Bono de la congrégation pour les évêques, acquérant des territoires de l'archidiocèse de San José de Costa Rica et du vicariat apostolique de Limón,.
Le 25 juillet 1995, Alajuela cède une autre partie de son territoire pour l'établissement du diocèse de Ciudad Quesada.

## Évêques
- Antonio del Carmen Monestel Zamora (1921-1937)
- Víctor Manuel Sanabria Martínez (1938-1940) nommé archevêque de San José de Costa Rica
- Juan Vicente Solís Fernández (1940-1967)
  - Sede vacante (1967-1970)
- Enrique Bolaños Quesada (1970-1980)
- José Rafael Barquero Arce (1980-2007)
- Ángel San Casimiro Fernández, O.A.R (2007-2018)
- Bartolomé Buigues Oller, T.C (2018- )